# إدوارد ساندرز
إدوارد ساندرز (بالإنجليزية: Ed Sanders)‏ (و. 1993 – م) هو ممثل، وممثل أفلام، من المملكة المتحدة، ولد في شرق ساسكس.

## وصلات خارجية
- إدوارد ساندرز على موقع IMDb (الإنجليزية)
- إدوارد ساندرز على موقع أول ميوزيك (الإنجليزية)
- إدوارد ساندرز على موقع ديسكوغز (الإنجليزية)
- إدوارد ساندرز على موقع قاعدة بيانات الفيلم (الإنجليزية)